# Kontinuierliche Ionenaustauschanlagen
Kontinuierliche Ionenaustauschverfahren sind in der Wasseraufbereitung für die Umsalzung und/oder Entfernung gelöster Salze aus Flüssigkeiten (auch als Ionenaustausch bezeichnet) eine der vielen anwendbaren Techniken. 
Mit der Entwicklung der modernen Ionenaustauschharzen (im nachfolgend Text nur kurz als Harze bezeichnet) nach 1945 wurden auch die technischen Verfahren für die Anwendung des Ionenaustausches für die Praxis weiterentwickelt. Während vor etwa 1960 nur Satzanlagen mit Gleichstromregeneration verwendet wurden, führten Weiterentwicklungen Mitte der 1960er- bis Anfang der 1970er-Jahre zu Satzanlagen mit Schichtbettaustauschern oder Gegenstromaustauschern sowie auch zu Anlagen, die voll bzw. quasi kontinuierlich arbeiten. Von Ende der 1960er bis Anfang der 1970er Jahre wurden beispielsweise für 39 derartige kontinuierliche Verfahren in 11 Ländern Patente beantragt.

## Grundlage der Verfahren
Grundlage aller kontinuierlichen Verfahren sind folgende Kriterien:
- Beladung (Betrieb) und Regeneration einschließlich Spülung erfolgen gleichzeitig an örtlich abgetrennten Bereichen des Systems
- das gesamte Harzvolumen im System ist so weit wie vertretbar minimiert
- Beladung und Regeneration werden nach dem Gegenstromprinzip durchgeführt
- möglichst abriebfeste Harze werden verwendet, da die mechanische Beanspruchung an die Harze höher als bei Satzanlagen ist

Durch Berücksichtigung dieser Kriterien wird eine Verringerung von Anzahl und Abmessungen der Austauschbehälter einschließlich der notwendigen Harzmengen im Vergleich mit Satzanlagen erreicht. Ziel der Entwicklung einer kontinuierlich arbeitenden Anlage war eine bessere Wirtschaftlichkeit für die Aufbereitung von Wässern.

## Liste der Verfahren
Nachfolgend einige dieser Systeme, von denen mindestens eine oder mehrere großtechnische Anlagen in der Praxis realisiert wurden:
- ASAHI-Verfahren, entwickelt in Japan
- CHEM-SEP-Verfahren, entwickelt von der amerikanischen Fa. Permutit
- Higgins-Loop, entwickelt in den USA
- CCS-Verfahren, eine Weiterentwicklung des Higgins-Verfahrens von der ehemaligen deutschen Fa. Hoechst AG
- Fluicon-Verfahren, entwickelt von der ehemaligen deutschen Fa. Permutit
- CIX-Verfahren, entwickelt von der englischen Fa. Permutit
- Kontimat-Verfahren, entwickelt von der deutschen Fa. Hager + Elsässer
- Mannesmann-Konti-Verfahren, entwickelt von der ehemaligen deutschen Fa. Mannesmann-Rohrbau

Alle Systeme bestehen aus zwei gegeneinander absperrbaren Bereichen. Im ersten Bereich erfolgt die Entsalzung oder Umsalzung und im zweiten die Spülung und Regeneration der Harze. Fast alle Verfahren arbeiten pulsierend. Dabei werden die zu regenerierenden und die frisch regenerierten Harze in nur kurzzeitigen Unterbrechungspausen schubweise aus der Betriebssäule entnommen bzw. dieser zugeführt. Dieser kurzen Unterbrechung folgt eine längere Betriebsphase, in der die zu behandelte Flüssigkeit mit den Harzen reagiert und diese beladen werden. Spülung und Regeneration der abgetrennten beladenen Harzen werden während dieser Phase in dem abgetrennten Regenerierbereich des Systems durchgeführt.

## Betriebswerte
Eine kontinuierliche Anlage für die Entsalzung besteht aus mindestens 1 Kationen- und 1 Anioneneinheit. Als Beispiel für erreichbare Reinwasserqualitäten mit diesen Systemen die Daten von einer CSS-Anlage. Bei der Vollentsalzung beträgt beispielsweise die erreichte Leitfähigkeit 1–3 µS/cm und der Kieselsäuregehalt (SiO2-Gehalt) < 10 µg/l. Die angegebene Betriebswerte für eine Kontimat-Anlage liegen im gleichen Bereich. Diese Werte sind nur geringfügig höher als die Werte nach einer Satzanlage, die mit Gegenstromaustauschern ausgerüstet ist. Dagegen ist der Chemikalienaufwand mit im Mittel 130–160 % der Theorie merklich höher als bei einer Gegenstromanlage. Dieser höhere Chemikalienaufwand ist dadurch bedingt, dass ein vollständiger optimaler Gegenstromeffekt durch die zwangsläufig notwendigen Harzbewegungen zwischen Beladungs- und Regenerationsbereich teilweise aufgehoben wird. Weiterhin ist ein kombinierter Einsatz von schwach und stark sauren Kationenharzen – für die Anionenharze gilt sinngemäß das gleiche – in einer Kationeneinheit nicht möglich. Ein optimal niedriger Chemikalienaufwand ist bei Satzanlagen jedoch mit diesen Harzkombinationen erreichbar. 
Als Regenerierchemikalien werden wie bei den Satzanlagen für die Entsalzung überwiegend verdünnte Lösungen von Salzsäure und Natronlauge verwendet.

## Wirtschaftlichkeit
Durch die Entwicklungen von besonders wirtschaftlichen Verfahren sowohl für die Entsalzung von Wässern mit Harzen wie Kurztaktanlagen und Gegenstromanlagen mit Mehrkammerfiltern sowie auch mit der Umkehrosmose, waren die angeführten kontinuierlichen Harzverfahren aber nicht wirtschaftlich und damit nicht konkurrenzfähig. Eine Verwendung dieser Systeme für neue Anlagen ab etwa Ende der 1980er Jahre erfolgte kaum noch.